# Рашика Эль Риди
Рашика Ахмед Фатхи Эль Риди (род. 23 июня 1941, Александрия) — профессор иммунологии кафедры зоологии факультета естественных наук Каирского университета.
В октябре 2009 года профессор Рашика Эль Риди получила награду L’Oréal-UNESCO Awards for Women in Science-2010, войдя в пятёрку самых успешных женщин континентов мира. В заявлении жюри премии говорится, что победа профессора Рашики Эль Риди от Африканской группы и арабских стран была основана на её вкладе в разработку вакцины для искоренения цикла шистосомоза, тропической болезни, поразившей более 200 миллионов людей в мире.